# Unuyur
Abu'l-Qásim Unuŷur ibn al-Ijshīd (árabe: أبو القاسم أنوجور بن الإخشيد) fue el segundo gobernante de la dinastía Ijshídida, que gobernó Egipto, Siria y el Heyaz bajo la soberanía del Califato abasí, pero autónomo de facto. Unuŷur gobernó desde 946 hasta 960, pero gran parte del poder real estaba en manos del eunuco negro Abu'l-Misk Kafur.
A la muerte de su padre Muhámmad ben Tughŷ en 946, el visir Abu'l-Misk Kafur, garantizó la sucesión a Unuŷur, que era joven. El visir firmó un ventajoso tratado con el emir hamdánida de Alepo (947) por el cual se garantizo a Egipto la posesión de Damasco, hasta entonces en poder de Alepo, pero reconocía la posesión hamdánida de Alepo, Homs y Kinnasrin.
Una revuelta dirigida por Ghalbun el 947-948 fue sofocada. Malas cosechas seguidas de hambre, provocaron el aumento de precios acompañados de disturbios el 949 y el 952.
En 954 Unuŷur intentó un golpe de Estado para deshacerse de la tutela de Kafur, pero el control de los lugares claves para este, el ejército y la administración, lo hizo fracasar; Unuŷur pudo conservar el título de manera nominal. Ese mismo año un gran incendio devastó el distrito comercial de al-Fustat y al año siguiente un terremoto destructivo afectó al país. Estas desgracias combinadas con malas cosechas y nuevos episodios de hambre y aumentos de los precios, provocaron disturbios en las calles (955).
Unuŷur murió en 960 y fue enterrado en Jerusalén junto a su padre, en un lugar cercano a la Puerta de las Tribus en el Monte del Templo. Lo sucedió su hermano Abu ul-Hasan Ali ibn al-Ijshīd con Kafur como gobernante efectivo.